# 波多津村
波多津村（はたづむら）は、佐賀県西松浦郡にあった村。現在の伊万里市の一部にあたる。

## 地理
波多津川の流域に位置していた。
- 海洋：伊万里湾[2]

## 歴史
- 1889年（明治22年）4月1日、町村制の施行により、西松浦郡畑津村、辻村、馬蛤潟新田、内野村、煤屋村、中山村、井野尾村、筒井村、板木村、主屋村、津留村、田代村、木場村が合併して村制施行し、大岳村（おおだけむら）が発足[3][4]。旧村名を継承した畑津、辻、馬蛤潟新田、内野、煤屋、中山、井野尾、筒井、板木、主屋、津留、田代、木場の13大字を編成[4]。
- 1901年（明治34年）2月16日、大岳村が波多津村に改称[1][2]。
- 1954年（昭和29年）4月1日、西松浦郡伊万里町、黒川村、南波多村、大川村、松浦村、二里村、東山代村、山代町と合併し、市制施行し伊万里市を新設して廃止された[1][2]。合併後、伊万里市大字畑津・辻・馬蛤潟新田・内野・煤屋・中山・井野尾・筒井・板木・主屋・津留・田代・木場となる[2]。

## 産業
- 農業、漁業、商業、工業[2]

## 交通

### 港湾
- 波多津漁港[2]